# 7571 Weisse Rose
7571 Weisse Rose eller 1989 EH6 är en asteroid i huvudbältet som upptäcktes den 7 mars 1989 av den tyske astronomen Freimut Börngen vid Tautenburg-observatoriet. Den har fått sitt namn efter den tyska motståndsrörelsen, Vita rosen.
Asteroiden har en diameter på ungefär 15 kilometer och den tillhör asteroidgruppen Themis.